# Rajd Krokusy 1982
Rajd Krokusy 1982 – 7. edycja Rajdu Krakowskiego Krokusy. Był to rajd samochodowy rozgrywany od 4 do 5 czerwca 1982 roku. Była to pierwsza runda Rajdowych Samochodowych Mistrzostw Polski w roku 1982. Rajd składał się z dwudziestu pięciu odcinków specjalnych. Został rozegrany na nawierzchni asfaltowej. Zwycięzcą rajdu został Andrzej Koper.

## Wyniki końcowe rajdu[1][2]
| Miejsce | Kierowca            | Pilot                  | Samochód            | Czas    | Strata | Grupa Klasa |
| ------- | ------------------- | ---------------------- | ------------------- | ------- | ------ | ----------- |
| 1       | Andrzej Koper       | Włodzimierz Krzemiński | Renault 5 Alpine    | 1:12:06 | -      | II/8        |
| 2       | Marian Bublewicz    | Janusz Wojtyna         | Opel Kadett GT/E    | 1:12:26 | +0:20  | II/9-15     |
| 3       | Bogdan Wozowicz     | Witold Wozowicz        | Ford Escort RS 2000 | 1:15:17 | +3:11  | II/9-15     |
| 4       | Ryszard Plucha      | Zbigniew Kabulski      | FSO Polonez 2000    | 1:16:46 | +4:40  | II/9-15     |
| 5       | Andrzej Białowąs    | Wojciech Ondraczek     | Lada VAZ 21011      | 1:18:29 | +6:23  | II/8        |
| 6       | Andrzej Witkowicz   | Marek Oziębło          | Volkswagen Golf GTi | 1:18:52 | +6:46  | I/8         |
| 7       | Mirosław Krachulec  | Marek Kusiak           | Lada VAZ 21011      | 1:20:17 | +8:11  | II/8        |
| 8       | Zbigniew Bieniewski | Maciej Furmankiewicz   | Renault 5 Alpine    | 1:20:56 | +8:50  | II/8        |
| 9       | Jerzy Kobyliński    | Andrzej Wodziński      | Renault 5 Alpine    | 1:22:13 | +10:07 | I/8         |
| 10      | Tadeusz Betlej      | Piotr Wróbel           | Renault 5 TS        | 1:22:24 | +10:18 | II/4-7      |